# Jan (mistrz krajowy w Prusach)
Jan, także Johannes – mistrz krajowy Prus w roku  1266
Nieznany brat zakonny wymieniany w dokumentach z roku 1266 jak mistrz krajowy w Prusach. 
Historycy przypuszczają, że wzmiankowany w dokumentach zakonnych Jan, to Jan von Wegeleben, o którym wiadomo, że przebywał w tym czasie w prowincji pruskiej.